# 理查德·布瑞克
理查德·布瑞克（英語：Richard Michael Brick，1945年9月20日—2014年4月2日），是一名美国电影制片人，美国哥伦比亚大学教授。
2014年，他因食管癌去世，享年68岁。

## 其他
- Richard Brick's official site
- 理查德·布瑞克在互联网电影资料库（IMDb）上的資料（英文）